# Regiuni istorice românești

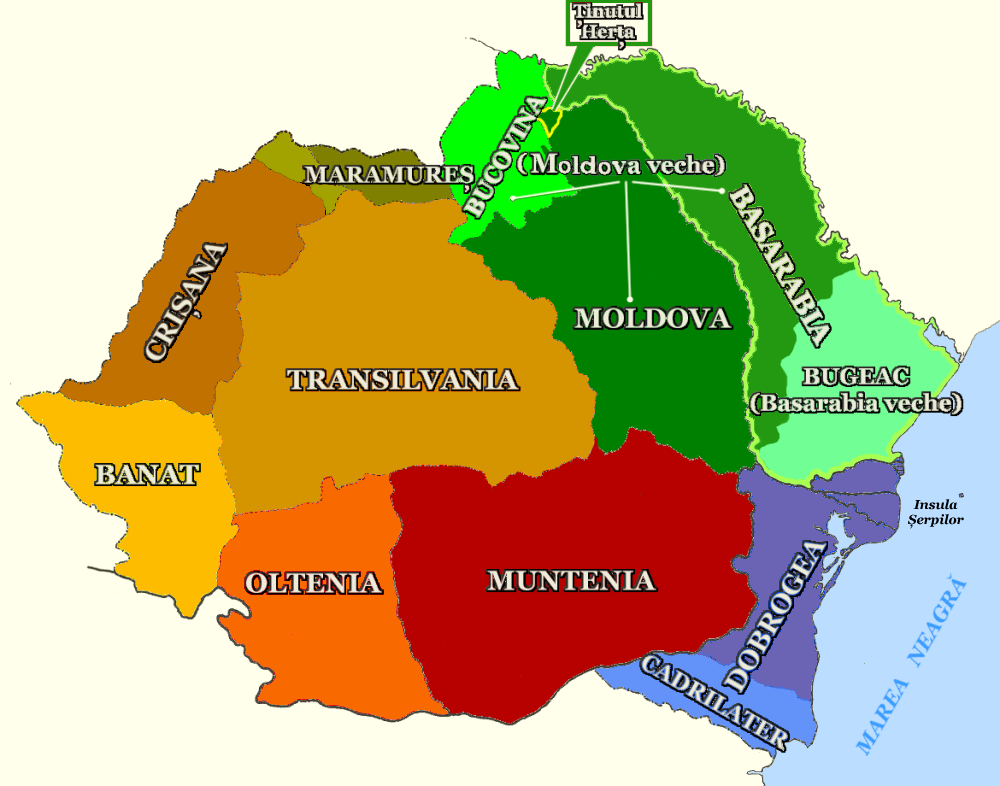
Regiuni istorice care au aparținut României.

De-a lungul timpului, în spațiul geografic pe care locuiesc sau au locuit populații românești, s-au conturat mai multe regiuni istorice care în decursul istoriei au aparținut în întregime sau parțial fie voievodatelor întemeiate în secolele al X-lea (pentru Transilvania) și al XIV-lea (Moldova, Țara Românească și Dobrogea), fie statelor vecine. Limitele și denumirile acestor regiuni cunoscute și sub numele de „țări” au evoluat în decursul vremii. Parțial sau în întregime, unele dintre ele au constituit, temporar sau mai durabil, și teritoriul României. Potrivit surselor istorice, toate sunt incluse în teritoriul Daciei antice, până la perioada daco-romană (regatele lui Burebista și Decebal). România nu are nicio revendicare teritorială asupra părților din regiunile istorice, aparținând statelor vecine.

## Semantică și evoluția denumirilor
Regiunile istorice populate din punct de vedere etnografic de Români sunt adesea desemnate și istoriografic, în limba română, prin expresia Țările române, folosită mai ales pentru voievodatele numite de istorici Principatele Române, iar uneori și pentru cele două state românești actuale în care limba română este oficială și vorbită de majoritatea locuitorilor, anume România (în care este oficial numită limba română) și Republica Moldova (în care este oficial numită limba moldovenească). În celelalte limbi, există, cel puțin pentru Moldova și Țara Românească, expresii precum Principatele dunărene sau țările dunărene (englezește Danubian principalities, nemțește Donaufürstentümer, franțuzește principautés danubiennes, spaniolă principados del Danubio, rusește Дунайские княжества, grecește παραδουνάβιες χώρες, sârbește kneževine Dunavske).
Regiunile istorice tradiționale au fost delimitate în mai multe etape, atât denumirea cât și suprafața evoluând în decursul timpului. Trei exemple:
- Țara Românească s-a constituit în jurul voievodului Basarab. Din acest motiv, voievodatul apare în unele surse sub numele de « Basarabia » (așa cum Moldova apare sub numele de « Bogdania »). În cadrul voievodatului Moldovei, acest nume de « Basarabia » este păstrat de fâșia preluată în 1418-1421 de la Țara Românească, de-a lungul Dunării și mării Negre. Odată cucerit de Imperiul Otoman între 1484 (sudul, cu Chilia și Cetatea Albă) și 1538 (nordul, cu Tighina), acest teritoriu ia în limba turcă numele de Bugeac (Bucak însemnând în turcește : "margine, ținut de frontieră"), dar își păstrează în românește numele de « Basarabia », și astfel apare pe toate hărțile dinainte de 1812. În 1812, odată cu anexarea de către Imperiul Rusiei, numele de « Basarabia » este extins la întregul teritoriu moldovenesc dintre Prut și Nistru, devenit gubernie a Imperiului Rus, apoi în 1918 provincie a Regatului României.
- Până în 1775, o « bucovină » era o pădure de fagi din Țara de Sus a Moldovei, dar odată cu anexarea de către Imperiul Austriac, « Bucovina » a devenit numele unei provincii a acestui imperiu, devenită în 1918 provincie a României, împărțită astăzi între România (sud) și Ucraina (nord).
- « Maramureșul » (sau « Marmația ») desemna până în 1918 comitatul austro-ungar cu acest nume, dar după 1918 nu a mai desemnat decât județul românesc, în timp ce partea de nord, devenită cehoslovacă, lua numele de « Rutenia ». Din 1950 încoace, odată cu împărțirea României în regiuni, apoi în noi județe, « Maramureșul » include și orașul Baia Mare cu împrejurimile sale.

## Perioada timpurie
Înaintea constituirii regiunilor tradiționale, au existat țări românești (întemeiate în perioada post-romană, în Evul Mediu timpuriu), numite de istorici Romaniile populare și de cronicarii străini vlahii, unele constituite sub formă de cnezate, altele simple comunități rurale, cum sunt de exemplu țările Crasnei, Lăpușului, Gurghiului, Moților, Almașului, Făgărașului, Bârsei (în Transilvania), Gilortului, Jaleșului, Lotrului, Argeșului, Muscelului (în Țara Românească), Vrancei, Neamțului, Dornei, Strășinețului, Onutului, Sorocăi, Iașilor, Bârladului, Codrului, Ciubărciului (în Moldova istorică), la care se adaugă « Vlăsiile » sau « Vlahiile » din sudul Dunării atestate prin documente sau prin toponime ca Vlasici, Vlahina, Stari Vlah, Romania Planina, Vlașina, Megali Valachia, Vlahoclisura ș. a., și, în răsăritul Cehiei, Vlahia moravă (loc de așezare a unor păstori români veniți, după Ioan Skylitzes, din valea Moravei din Sârbia).

## „Provinciile” și voievodatele tradiționale
În momentul constituirii voievodatelor medievale cu majoritate românească, numite în limbajul popular țările române (anume Transilvania, Moldova, Țara Românească și Dobrogea), lupta anti-mongolă și efortul de emancipare de sub suzeranitatea regatului ungar au înlesnit politica de unificare a voievozilor Basarab I și Bogdan I. La capătul acesteia, geografia politică a Europei de Sud-Est a înregistrat, alături de mai vechiul voievodat al Transilvaniei, supus și condus de maghiari, două state românești: Țara Românească și Moldova. Înainte de alipirea sa la Țara Românească, și de cucerirea sa de către turcii otomani, Dobrogea a fost un despotat cu populație majoritar română, bulgară și greacă. Și populația regiunilor istorice tradiționale a evoluat în decursul istoriei, grupurile etnice și limbile vorbite pe teritoriul lor modificându-se uneori în favoarea românilor, alteori în favoarea altor grupuri. În zilele noastre, Românii ca grup lingvistic sunt majoritari numai pe teritoriul României (cu excepția județelor Harghita și Covasna) și al Republicii Moldova (cu excepția unităților teritoriale autonome Găgăuzia și din Stânga Nistrului). Regiunile istorice românești sunt astăzi cele zece provincii tradiționale definite în perioada « României mari »: Banatul, Crișana, Maramureșul, Transilvania, Bucovina, Moldova, Basarabia, Oltenia, Muntenia și Dobrogea, dintre care unele depășesc hotarele României de azi, aparținând în parte unor țări vecine.

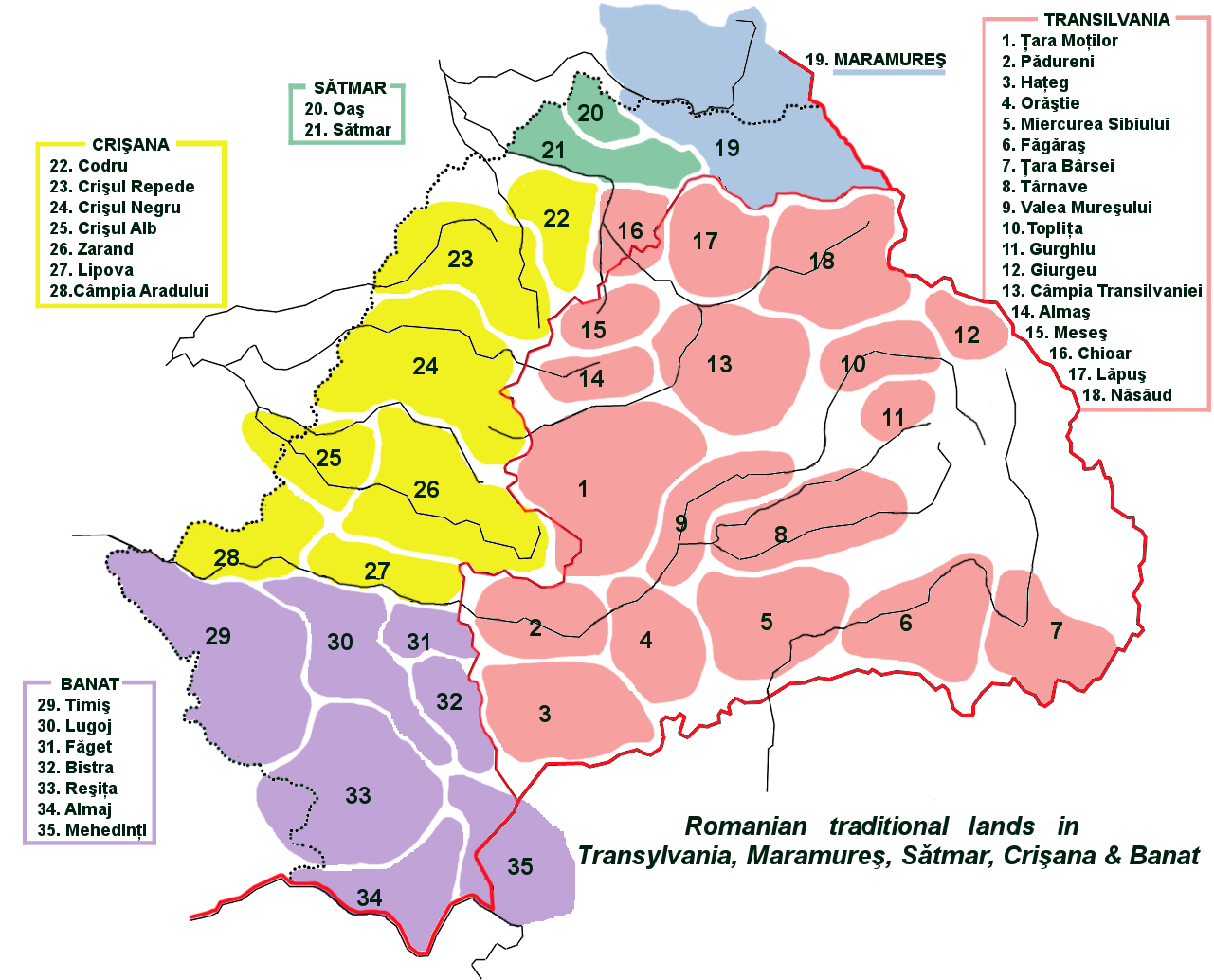
Zonele etnografice românești ale Transilvaniei, Maramureșului, Sătmarului, Banatului și Crișanei

#### Provinciile tradiționale
| Suprafețele regiunilor istorice în România interbelică | Suprafețele regiunilor istorice în România interbelică |
| Provincia                                              | Suprafața (km²)                                        |
| ------------------------------------------------------ | ------------------------------------------------------ |
| Ardeal (Transilvania)                                  | 57.807                                                 |
| Muntenia                                               | 52.486                                                 |
| Basarabia                                              | 44.422                                                 |
| Moldova                                                | 38.224                                                 |
| Oltenia                                                | 24.095                                                 |
| Dobrogea                                               | 23.300                                                 |
| Banat                                                  | 18.393                                                 |
| Crișana                                                | 17.717                                                 |
| Bucovina                                               | 10.442                                                 |
| Maramureș                                              | 8.283                                                  |
| Suprafața totală a României interbelice: 294.967 km²   |                                                        |

#### Subregiuni din România
- Țara Almăjului
- Bărăganul
- Țara Bârsei
- Țara Bihariei
- Țara Buzăului
- Țara Călatei
- Țara Chioarului
- Țara Codrului
- Țara Crișurilor
- Țara Dornelor
- Țara Făgărașului (denumită și Țara Oltului, situată pe cursul superior al râului Olt)
- Țara Giurgeului
- Țara Gurghiului
- Țara Hațegului
- Țara Hălmagiului
- Țara Lăpușnei
- Țara Lăpușului
- Țara Loviștei
- Țara Maramureșului (corespunde comitatului Maramureș)
- Mărginimea Sibiului
- Țara Mocanilor
- Ținutul momârlanilor
- Țara Moților
- Țara Năsăudului (și Reener Ländchen)
- Țara Oașului
- Ținutul Pădurenilor
- Săsimea (în limba germană Altland, adică "Țara Oltului")
- Ținutul Secuiesc
- Țara Severinului
- Țara Tigheciului
- Vlașca
- Vlăsia
- Țara Vrancei
- Țara Zarandului

#### Voievodatele tradiționale și subdiviziunile lor actuale

##### Transilvania
În a doua jumătate a secolului XII și în primul pătrar al secolului XIII se încheie cucerirea Transilvaniei de către regatul feudal ungar. Pentru o mai largă punere în valoare a resurselor naturale ale Transilvaniei și pentru a-și consolida stăpânirea în această provincie, regii Ungariei au încurajat stabilirea aici, alături de populația românească băștinașă, a unor coloniști maghiari, secui și sași. Transilvania ca voievodat (ulterior arhiducat apoi principat), corespunde cu Ardealul istoric, delimitat de Carpați la răsărit și la sud, de Munții Apuseni la apus, dar Transilvania ca regiune geografica actuală mai cuprinde și părți din regatul ungar istoric (partium), anume :
- Crișana este situată între râurile Mureș, Someș, Tisa și culmile Munților Apuseni. A făcut parte parțial din Partium. Partea de vest (Körösalföld) aparține Ungariei.
- Maramureșul (fostul voievodat al Marmației din sec. XIV) este situat în depresiunea Maramureșului și în sud-estul Transcarpatiei ucrainiene. A făcut parte din Partium. Partea de nord aparține Ucrainei. Maramureșului i se asociază și alte teritorii care nu au făcut parte din Comitatul Maramureș:
  - Sătmarul, fostul comitat Satu-Mare, este o zonă aflată între Crișana și Maramureș, până la râul Tisa. Este asociat deseori Maramureșului.
  - Ugocea este o zonă aflată între Sătmar și Maramureș. Este asociată deseori Maramureșului.
- Banatul este delimitat la nord de râul Mureș, la vest de fluviul Tisa, la sud de Dunăre, iar la est de munții Poiana Ruscă și Retezat-Godeanu, culoarul Timiș-Cerna. În prezent Banatul se împarte între România, Serbia și Ungaria. O parte din Banat a făcut parte din Partium.

##### Moldova
Teritoriul istoric al Moldovei este situat între Nistru și Marea Neagră la est, culmile Carpaților Orientali la vest, râurile Ceremuș și Nistru la nord, râurile Milcov, Putna, Siret și fluviul Dunărea la sud. Prin tradiție, teritoriul Principatului Moldova era împărțit în Țara de Sus și Țara de Jos, ele însele împârțite în Ținuturi (Cernăuți, Onut ulterior devenit Hotin, Soroca, Strășineț, Câmpulung, Suceava, Dorohoi, Hârlâu, Orhei, Neamț, Roman, Cotnari, Iași, Lăpușna, Bacău, Vaslui, Tutova, Fălciu, Tighina, Putna (Vrancea), Tecuci, Covurlui, Tigheciu, Chilia, Galați, Ceatea-Albă) la rândul lor împărțite în Ocoluri mai mici. Partea Țarii de Jos situată de-a lungul malurilor Dunării și mării se numea Basarabia, fiindca aparținuse inițial Țării Românești, condusa de dinastia Basarabilor. Turcii au denumit această regiune Buçak (Bugeac). Din 1775 (anexarea de către Austria a regiunii de nord-vest, de atunci denumită Bucovina) și mai ales din 1812 (anexarea de către Rusia a jumătății de la est de Prut, de atunci denumită Basarabia), teritoriul principatului Moldovei se compune din:
- - Moldova de apus este teritoriul rămas din Principatul Moldovei după pierderea Bucovinei și a Basarabiei. Această regiune din nord-vestul României moderne cuprinde 8 județe actuale și, în Ucraina, Ținutul Herța, un mic teritoriu anexat de URSS în urma ultimatumului din iunie 1940 prin care României i se cerea cedarea imediată a Basarabiei si a Bucovinei (Herța nu era revendicată în textul sovietic). Astăzi este inclus în regiunea Cernăuți din Ucraina.
  - Basarabia, așa cum a fost delimitată și denumită prin anexarea rusească din 1812, este situată între râurile Nistru, Prut și Dunăre, Marea Neagră și Bucovina. Aproximativ 2/3 aparține astăzi Republicii Moldova, restul Ucrainei (Hotinul și cea mai mare parte a Bugeacului).
    - Bugeacul corespunde aproximativ cu Basarabia inițială, medievală. Denumirea este de origine turco-tătară, din secolul XVI. Astăzi Bugeacul reprezintă partea de sud a Basarabiei (în delimitarea din 1812), se găsește în cea mai mare parte pe teritoriul Ucrainei și este inclus în regiunea Odesa. O mică parte a acestuia (raioanele Basarabeasca, Ștefan Vodă, Taraclia și u. t. a. Găgăuzia) aparține Republicii Moldova.
    - Cahul, Bolgrad și Ismail reprezintă teritoriul din sudul și sud-vestul Basarabiei atribut Moldovei în 1856 și cedat în Rusiei 1878. Se suprapune parțial cu Bugeacul de sud-vest.

  - Bucovina este un teritoriu moldovenesc anexat și astfel denumit de către Imperiul Habsburgic în 1775. Astăzi este împărțită între România (sudul) și Ucraina (nordul). Centrul politico-cultural al Bucovinei a fost orașul Cernăuți, în prezent în Ucraina.
    - Pocuția este o regiune din Galiția, în jurul orașului Colomeea, limitrofă cu Bucovina, care nu a făcut niciodată parte din Principatul Moldovei, dar le-a aparținut ca fief voievozilor Moldoveni câteva decenii în sec. XV. În acea perioadă, avea, printre populația ucraineană, și așezări românești (Wolochy).

##### Țara Românească
La sfârșitul secolului XIII și începutul secolului al XIV-lea evoluția internă și o serie de schimbări în situația internațională, au îngăduit căpeteniilor românești de la sud de Carpați să întemeieze un stat propriu, de sine stătător. Criza izbucnită în Imperiul tătăresc și tulburările care au izbucnit în Ungaria după stingerea dinastiei arpadiene au determinat pe stăpânii feudali de la sud de Carpați să se strângă în jurul voievodului Basarab. Teritoriul principatului Țara Românească (spusă și Vlăhia sau Muntenia în sensul larg al termenului) se împarte în:
- - Muntenia este situată între râul Olt[1][2][3][4], Dunăre, Siret, Milcov și culmile Carpaților de Curbură și Meridionali.
  - Oltenia este situată între Dunăre, culmile Carpaților Meridionali, culoarul Timiș-Cerna și râul Olt [1][2][3][5] reprezină teritoriul muntenesc anexat de către Imperiul Habsburgic în 1718 și retrocedat în 1739.

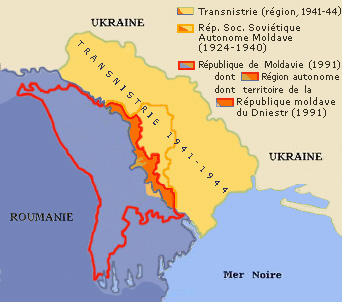
Galben si portocaliu: Transnistria. Violet: Regatul României până în 1940. Chenar portocaliu: Republica autonomă moldovenească (1924-1940). Chenar roșu: Republica Moldova. Portocaliu : teritoriul transnistrean al Republicii Moldova.

##### Dobrogea
Dobrogea se situează între Dunăre (cu Delta), Marea Neagră și linia Turtucaia (Tutrakan)-Ecrina.
- - Dobrogea de Nord (aproximativ 2/3 din întreaga Dobroge) aparține din 1878 României;
  - Dobrogea de Sud (zisă în românește Cadrilaterul: aproximativ 1/3 din Dobrogea) aparține din 1878 Bulgariei, cu excepția perioadelor 1913-1916 și 1918-1940 când a aparținut României. Acest teritoriu, nelocuit de Români cu excepția câtorva sate la Dunăre și la sud de Vama Veche, a fost răpit Bulgariei de către România în urma celui de-al doilea război balcanic (1913), apoi restituit prin Tratatul de la București din Primul război mondial, cedat din nou României în 1919, colonizat cu Aromâni și restituit Bulgariei prin Tratatul de la Craiova din 1940, Aromânii fiind atunci aduși în Dobrogea românească.
  - Șase insule făceau parte istoric de Dobrogea din antichitate, fiind recunoscute ca românești la Tratatul de Pace de la Paris din 1946: Insula Șerpilor din Marea Neagră și cinci insule de pe Brațul Chilia, anume Dalerul Mare și Mic, Coasta Dracului, Maican și Limba. În 1948 aceste șase insule au intrat printr-o convenție bilaterală neratificată în componența URSS, apoi, în 1991, în componența Ucrainei independente. După șapte ani de revendicare zadarnică nesusținută de comunitatea internațională, România a recunoscut oficial această apartenență la Ucraina la 2 iunie 1997 și din nou la 13 februarie 2009.

## Transnistria
- Transnistria este teritoriul ucrainean dintre Nistru și Bug care a fost ocupat de România (fără să fie oficial anexat) în perioada 1941-1944. Corespunde cu regiunile istorice Podolia (la nord) și Edisan (la sud). În 1924, Uniunea Sovietică înființase în această regiune, în zona unde minoritățile românofone erau mai numeroase, o Republică autonomă socialistă sovietică moldovenească cu capitala la Balta (azi în Ucraina), Republică desființată în august 1940, teritoriul său fiind împărțit între Ucraina și noua Republică unională moldovenească cu capitala la Chișinău. Astăzi Transnistria este împărțită între Ucraina și Republica Moldova. Pe teritoriul transnistrean al acesteia din urmă (și în municipiul Tighina) s-a auto-proclamat în 1991 Republica Moldovenească Nistreană, ne-recunoscută internațional, dar recunoscută de guvernul Republicii Moldova ca Unitate teritorială autonomă din stînga Nistrului.